# Gerenciamento integrado de recursos hídricos
A gestão integrada de recursos hídricos (GIRH) foi definida pela Global Water Partnership (GWP) como "um processo que promove a coordenação de desenvolvimento e gestão de água, terra e recursos relacionados, a fim de maximizar a resultante econômico e o bem-estar social de forma equitativa, sem comprometer a sustentabilidade de vital dos ecossistemas".

## Desenvolvimento
O desenvolvimento de GIRH foi particularmente recomendada a declaração final de ministros na Conferência Internacional sobre Água e meio Ambiente em 1992 (assim chamados os princípios de Dublin). Este conceito visa promover mudanças nas práticas que são consideradas fundamentais para a melhoria da gestão de recursos hídricos. 
Na definição atual, a GIRH repousa sobre três princípios que, juntos, atuam como uma estrutura geral: 
1. Equidade Social: garantir a igualdade de acesso para todos os usuários (especialmente os marginalizados e os pobres grupos de usuários) para uma adequada quantidade e qualidade de água necessária para sustentar humanos bem-estar.
2. Eficiência econômica: trazer o maior benefício para o maior número de usuários possível com a disposição financeira e de recursos hídricos.
3. Sustentabilidade ecológica: a exigência de que os ecossistemas aquáticos são reconhecidos como usuários e adequada alocação é feita para sustentar o seu funcionamento natural.

GIRH práticas dependem de contexto; no nível operacional, o desafio é traduzir os princípios acordados em ação concreta.

## Implementação
Operacionalmente, a GIRH abordagens envolvem a aplicação de conhecimentos de diversas disciplinas, bem como as percepções dos diversos stakeholders para conceber e implementar eficiente, equitativo e sustentável soluções para água e problemas de desenvolvimento. Como tal, a GIRH é um abrangente, participativa, planejamento e implementação de ferramenta para a gestão e desenvolvimento dos recursos aquáticos em um equilíbrio entre necessidades sociais e econômicas, e que garante a protecção de ecossistemas para as gerações futuras. 
Água de muitos usos diferentes para a agricultura, para os ecossistemas saudáveis, para que as pessoas e os meios de subsistência, exige uma ação coordenada. Uma abordagem de GIRH é, por conseguinte, trans-sectorial, com o objetivo de ser um processo flexível, e trazendo todas as partes interessadas para a tabela para definir a política e fazer som equilibrado de decisões em situações específicas de água os desafios enfrentados.
Um GIRH abordagem centra-se em três princípios básicos e visa evitar uma abordagem fragmentada da gestão dos recursos hídricos, considerando os seguintes aspectos: 
1. Ambiente propício: Um bom ambiente propício é essencial para garantir os direitos e ativos de todos os atores (indivíduos, bem como o sector público e privado, organizações e empresas), e também para proteger o patrimônio público, tais como intrínseca valores ambientais.
2. Funções das Instituições: o desenvolvimento Institucional é fundamental para a formulação e implementação de GIRH de políticas e programas. Não correspondência responsabilidades, autoridade e capacidades para a acção, todos são importantes fontes de dificuldade com a implementação de GIRH.
3. Instrumentos de gestão: Os instrumentos de gestão para a GIRH são as ferramentas e os métodos que permitem e ajudar os tomadores de decisão para fazer racional e informada de optar entre ações alternativas.

Algumas das transversais condições que também são importantes a considerar quando da implementação de GIRH são: 
- Vontade política e o compromisso
- O desenvolvimento da capacidade de[necessário esclarecer]
- O investimento adequado, estabilidade financeira e sustentável recuperação de custos;
- Monitoramento e avaliação.

GIRH deve ser visto como um processo em vez de um one-shot abordagem - que é a longo prazo e iterativo, em vez de linear na natureza. Como um processo que visa transferir a água de desenvolvimento e gestão de sistemas a partir de suas actualmente insustentável formas, a GIRH tem nenhuma fixo inícios ou finais.
Além disso, não há um modelo administrativo. A arte de GIRH reside em selecionar, ajustar e aplicar a mistura certa de que estas ferramentas para uma determinada situação.